# A Kick In The Head Is Worth Eight In The Pants
A Kick In The Head Is Worth Eight In The Pants er titlen på et uofficielt album med Bee Gees. Albummet, der ikke er officielt udgivet, blev indspillet i 1973. Pladeselskabet PolyGram og Robert Stigwood anså imidlertid albummet for at være uegnet til udgivelse, hvorfor det ikke som planlagt blev solgt. Albummet er dog tilgængelig i flere bootleg-udgaver. 

## Spor
1. Wouldn't I Be Someone
2. Lonely Violin
3. Where Is Your Sister
4. Losers and Lovers
5. Home Again Rivers
6. King and Country
7. Jesus in Heaven
8. Castles in the Air
9. Dear Mr. Kissinger
10. Harry's Gate
11. Rocky L.A.
12. Elisa
13. It Doesn't Matter Much To Me
14. Life, Am I Wasting My Time